# 筏場町
筏場町（いかだばちょう）は、愛知県津島市の地名。丁番を持たない単独町名である。

## 地理
津島市西部に位置する。東は本町、西は片町、南は西御堂町、北は横町に接する。

## 歴史

### 沿革
- 戦国時代 - 尾張国海西郡内の筏庭村として記録が残される[1]。
- 1953年（昭和28年） - 津島市大字津島の一部により、同市筏場町として成立[1]。

## 世帯数と人口
2018年（平成30年）1月1日現在の世帯数と人口は以下の通りである。
| 町丁   | 世帯数 | 人口 |
| ------ | ------ | ---- |
| 筏場町 | 45世帯 | 99人 |

### 人口の変遷
国勢調査による人口の推移
| 1995年（平成7年）  | 103人 | [ 7 ]  |  |
| 2000年（平成12年） | 90人  | [ 8 ]  |  |
| 2005年（平成17年） | 104人 | [ 9 ]  |  |
| 2010年（平成22年） | 107人 | [ 10 ] |  |
| 2015年（平成27年） | 96人  | [ 11 ] |  |

## 学区
市立小・中学校に通う場合、学区は以下の通りとなる。また、公立高等学校に通う場合の学区は以下の通りとなる。
| 番・番地等 | 小学校           | 中学校             | 高等学校 |
| ---------- | ---------------- | ------------------ | -------- |
| 全域       | 津島市立西小学校 | 津島市立天王中学校 | 尾張学区 |

## 施設
- 真宗大谷派浄蓮寺[6]
- 単立寺院善福寺[6]
- 筏場神社[6]

## 史蹟
- 愛知県指定文化財 - 絹本着色阿弥陀十一面地蔵三尊画像・木像四天王像（浄蓮寺所蔵）[6]
- 津島市指定文化財 - 尾張国海西郡津島之図（善福寺所蔵）・巴山碑（浄蓮寺所蔵）[6]

## その他

### 日本郵便
- 郵便番号 : 496-0842[4]（集配局：津島郵便局[14]）。